# Kulturreservatet Gathenhielm

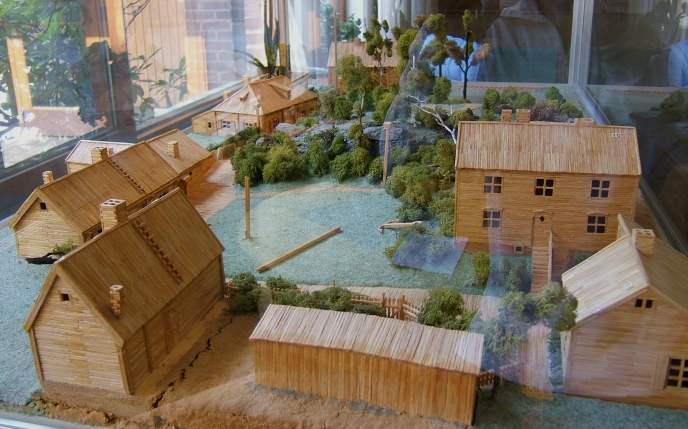
Tändsticksmodell av Gatenhielmska reservatet på Pölgatan. Modellen är gjord av Arne Lengstrand, och finns i arkivet till Föreningen Gamla Majgrabbar på Pölgatan.

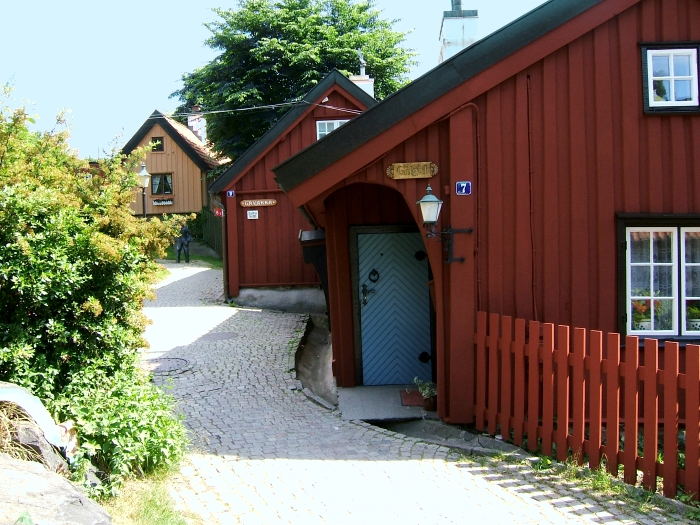
Pölgatan i Gatenhielmska reservatet.

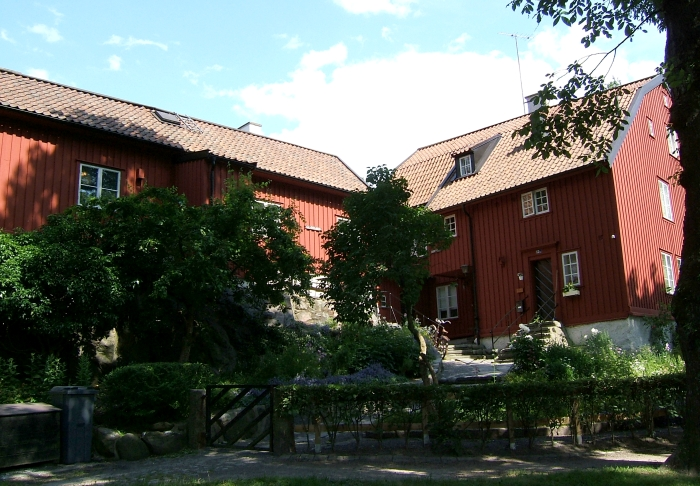
Gatenhielmska reservatet sett utifrån, från Djurgårdsgatan

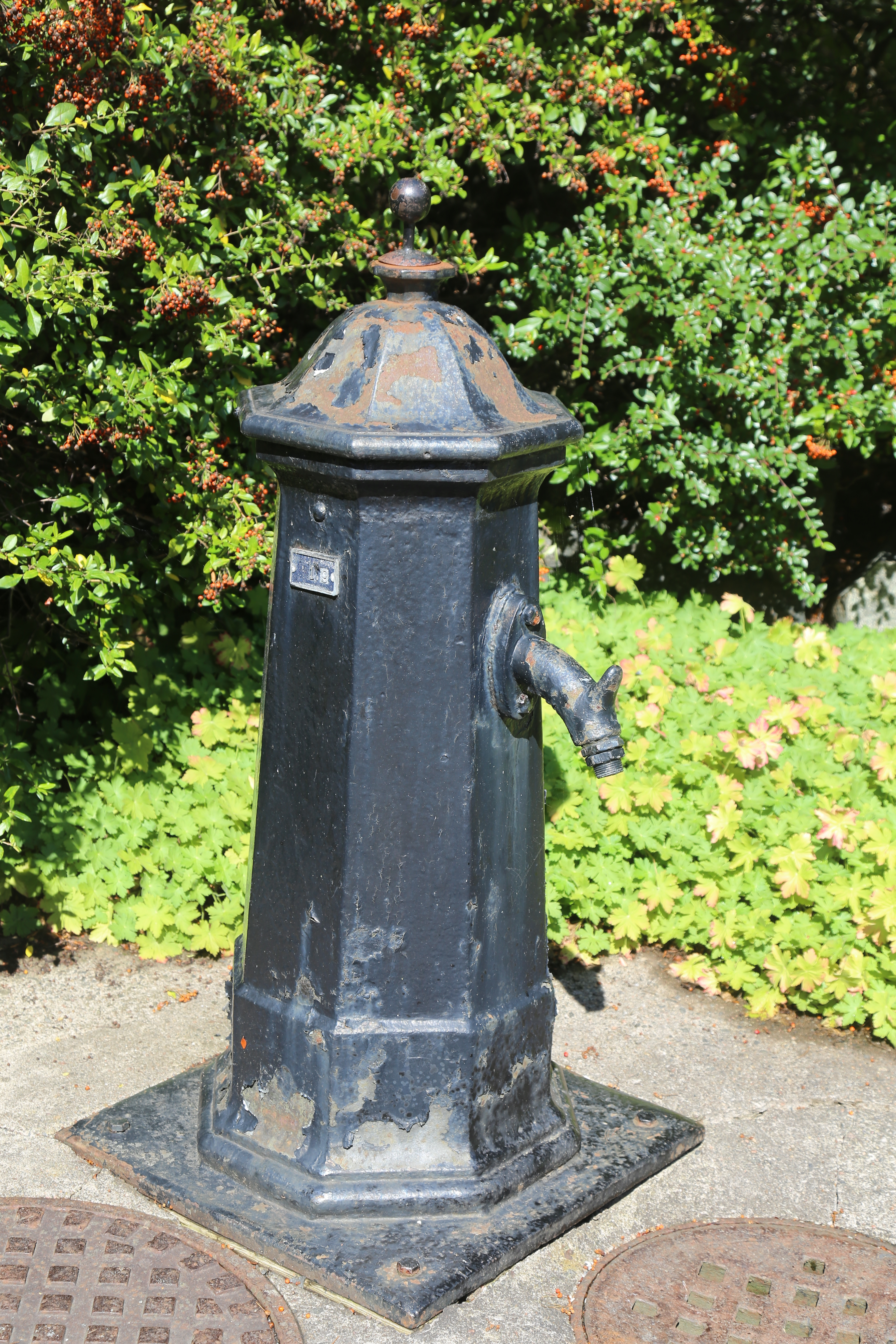
Brunn i Gatenhielmska reservatet.

Kulturreservatet Gathenhielm, även kallat Gathenhielmska kulturreservatet eller Gathenhielmska reservatet är ett kulturreservat i Majorna i Göteborg.
Området är cirka 150 x 150 meter stort och ligger vid Stigbergstorget med Karl Johansgatan i norr och Bangatan i öster. I området går Allmänna Vägen, Pölgatan och Delawaregatan. Det består av Gathenhielmska huset och ett antal andra byggnader från 1700- och 1800-talen, jämte Gathenhielmska trädgården, Jedeurska trädgården och Söderlingska trädgården. Det är ett område som visar hur Majorna såg ut innan modernare hus byggdes från och med det senare 1800-talet. Byggnaderna används numera som lokaler och bostäder; vissa av dem kan besökas. 
Reservatet skapades år 1936. När staden hade planerat rivning och nybebyggelse av området blev det omfattande protester från stadens invånare. Kulturminnesföreningen Gathenhielm bildades för att verka för områdets bevarande, vilket lyckades med stöd av Charles Felix Lindbergs donationsfond, som bidrog med 223 000 kronor för markinlösen, enskilda bidragsgivare med 165 000 kronor samt staden Göteborg med 50 000 kronor.
Reservatets dag är ett årligt evenemang som brukar inträffa första söndagen i september.
Eino Hanskis staty Sjömannen från 1996 är utställd på Pölgatan.

## Byggnader
- Gathenhielmska huset, Stigbergstorget 7. Skyddat enligt lag den 12 juli 1942.
- Dahlströmska huset, Allmänna vägen 2 A
- Jedeurska huset och Jedeurska trädgården, Allmänna vägen 2
- F.d Knapes värdshus "Camelion", Allmänna vägen 6/Pölgatan. Byggnaden kallas också "Kullen" (segelsömmare Hanssons hus).
- Allmänna vägen 8-10 och Pölgatan. Cap Horn-klubben och Gamla Masthuggspojkar.
- Hälleberget, Pölgatan, Majornas 3:e rote nr 128.
- Frigga, nr 129.
- Gilgal, nr 130 (det äldsta huset, kring år 1700).
- Gavanna, nr 131. Föreningen Gamla Majgrabbar.
- Stora Klämman, nr 138.
- Lilla Klämman, nr 137. Sedan den 27 maj 1976 är den hembygdsgård för Gamla Vegapojkar.[1]
- Hjortbergska huset, nr 136. Föreningen Gamla Majtöser.
- Härbärget på tomten "Justitia" i Söderlingska trädgården, Allmänna vägen 12.
- Gloriana, vid Söderlingska trädgården, Allmänna vägen 12.
- F.d värdshuset Gyllenne suggan, Allmänna vägen 9. Tomten kallas Europa.
- Kommendanthuset, Allmänna vägen 7.
- Delawaregatan 2 och Karl Johansgatan 10.
- Biografen Kaparen, från 1938. Tidigare låg här Majornas växelundervisningsskola, byggd 1826-1827.
- Oceanografiska institutionen vid Göteborgs universitet.
- Bäckska paviljongen i Söderlingska trädgården med inskriptionen: "Goda vänner trifvas här".
- Kvarteret S:t Göran med raden av landshövdingehus utefter Djurgårdsgatan.